# Anna Schuller-Schullerus
Anna Schuller-Schullerus (n. 20 aprilie 1869, Făgăraș – d. 6 mai 1951, Sibiu) a fost o învățătoare, povestitoare, scriitoare și dramaturg de limba germană din Transilvania, România.
Anna Schuller-Schullerus, fiică și soție de preot, a fost una din primele învățătoare de la începutul secolului al XX-lea care a ilustrat cu umor slăbiciunile omenești, în scrierile sale, cu următorul crez: "Erkenntnis tut weh, aber sie hilft auch!" (A recunoaște este dureros, dar ajută!).

## Biografie
Tatăl ei, Gustav Adolf Schullerus, a fost preot evanghelic în Făgăraș.
Dintre frații săi, au devenit cunoscuți Adolf Schullerus, lingvist, istoric, etnolog, folclorist, scriitor și teolog, precum și pictorul Fritz Schullerus, care a decedat tânăr.
Anna Schullerus a urmat cursuri la Brașov și Sibiu, pentru a deveni învățătoare și educatoare de grădiniță, după care a profesat aproape 10 ani la Sibiu ca învățătoare.
Ca soție a preotului Michael Schuller, Anna Schuller-Schullerus a trăit la Șaeș între 1912-1934, unde a și lucrat.
Din 1934 s-a mutat la Sibiu, unde a trăit până la sfârșitul vieții, în 1951.

## Scrieri (selecție)
A scris o serie de piese de teatru, în dialectul săsesc, ca Am zwin Krezer (1898), De Arbet (1899), Dä Olden (1908), dar și:
- Hīmwih. Kleine sächsische Erzählungen (Heimweh/Dor de casă. Scurte povestiri în dialectul săsesc), Editura W. Krafft, Sibiu, 1904
- Äm Guërtenheisken (Am Gartenhäuschen/La căsuța din grădină) în volumul Adolf und Anna Schullerus, Zu Schillers Gedächtnis (În memoria lui Schiller), Editura Jos. Drotleff, Sibiu, 1904
- Heimweh. Erzählungen aus Siebenbürgen (Mit einer Einführung von Adam Müller-Guttenbrunn, C. F. Amelangs Verlag, Leipzig, 1916
- Die heiligen Tage. Erzählungen aus Siebenbürgen. Ilustrații de Trude Schullerus, Editura Drotleff, Sibiu, 1917
- De Kirchväter vun Hielt. Volksschauspiel in 5 Aufzügen, Editura Teutsch, Sighișoara, 1924
- Der Gänjzeleröken, Editura W. Krafft, Sibiu, 1924, 31 pagini
- Sachsesch Meren, Editura W. Krafft, Sibiu, 1925
- Det na Lied. Volksschauspiel Editura Honterus, Sibiu, 1931
- Friedels Märchenbuch: Weihnachtsspiel in 3 Aufz. (Cartea cu basme a lui Friedel: piesă în 3 acte de Crăciun), editura Honterus-Buchdr., 1933 - 35 pagini
- Heimaterde (Erzählung) (Pământul natal, povestire), editura Krafft & Drotleff, Sibiu, 1938
- Ausgewählte Schriften, cu o introducere de Michael Markel, Editura Kriterion, București, 1972
- Am zwin Krezer (Teatru) [6]
- Die Pfingstkrone von Anna Schuller-Schullerus. (Text) und Berta Bock (Musik)